# Cross Purposes
Cross Purposes är det sjuttonde studioalbumet av det brittiska heavy metal-bandet Black Sabbath, utgivet i januari 1994. 

## Låtlista
Samtliga låtar skrivna av Geezer Butler, Tony Iommi och Tony Martin, om inget annat anges.
1. "I Witness" - 4:56
2. "Cross of Thorns" - 4:31
3. "Psychophobia" - 3:10
4. "Virtual Death" - 5:45
5. "Immaculate Deception" - 4:12
6. "Dying for Love" - 5:49
7. "Back to Eden" - 3:53
8. "The Hand That Rocks the Cradle" - 4:26
9. "Cardinal Sin" - 4:17
10. "Evil Eye" (Butler, Iommi, Martin, Edward Van Halen) - 5:57
11. "What's the Use" - 3:03 (Japanskt bonusspår)

Det finns en musikvideo till "The Hand That Rocks the Cradle".

## Medverkande
- Tony Martin - sång
- Tony Iommi - gitarr
- Geezer Butler - bas
- Bobby Rondinelli - trummor
- Geoff Nicholls - keyboard